# Arachne
Arachne (Арахне, з грецької — павук) — повноекранний інтернет комплект, який містить веб браузер, поштовий клієнт і дозвонювач. В основному спрямований на роботу в операційній системі DOS, але є також декілька тестових збірок для Linux. Започаткований під назвою xChaos у Arachne Labs на мові Ci, пізніше випущений під ліцензією GPL як Arachne GPL. 
Натепер Arachne — найбільш просунутий графічний браузер для DOS. Його можливості графічного виводу лежать у межах від чорно-білого CGA 640x200, до VESA 1024x768 із 16-бітним кольором. Arachne є найкращим вибором для старих систем, які не мають віконних середовищ, таких як Microsoft Windows. Він вміщується на одну дискету і може працювати з віртуального диску на комп'ютері без вінчестера.

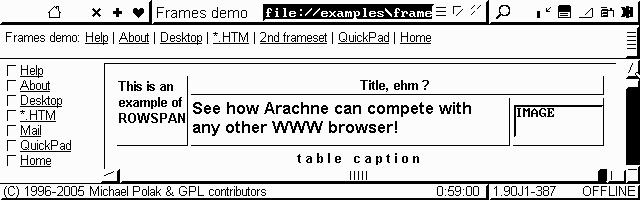
Arachne у режимі CGA

 Арахне підтримує графічні формати JPEG, PNG, BMP та GIF (із анімацією). Він розуміє підмножину HTML 4.0 і CSS 1.0, включно з повною підтримкою таблиць та фреймів. Підтримувані протоколи включають FTP, POP3, і SMTP. Також Арахне має підтримку з'єднань по TCP/IP. Його можливості можна розширити за допомогою втулків.
Арахне не підтримує JavaScript та SSL, може одночасно відображати лише одне вікно та вимагає знання IP-адреси DNS провайдера для з'єднання.